# Jin Ping Mei
Jin Ping Mei (chinois : 金瓶梅 ; pinyin : Jīn Píng Méi), traduit parfois par Fleur en fiole d’or ou Le Lotus d’or, est un roman naturaliste chinois écrit en chinois vernaculaire au cours de la dynastie Ming.
L’auteur, dont la véritable identité reste encore aujourd’hui incertaine, le publia sous le pseudonyme Lanling Xiaoxiao Sheng (蘭陵笑笑生, littéralement Érudit railleur de Lanling).
Ce roman érotique décrit, en 100 chapitres et 120 poésies, la vie de Ximen Qing (西門慶), riche viveur, marchand puis mandarin, avec ses « femmes » (épouses, concubines, servantes). Il est parfois considéré comme le quatrième ou cinquième (suivant les dynasties) des Quatre livres extraordinaires (四大奇书) de la littérature chinoise.

## Genèse et fortune de l’œuvre
Dès le premier chapitre, l'auteur explique qu'il a écrit ce roman pour dissuader ses contemporains de convoiter la richesse et ses pouvoirs, et surtout pour déconseiller l'abus des plaisirs sexuels. Il affirme à son lecteur que « la porte qui t'a donné la vie, ce peut être aussi la porte qui mène à ta mort ». Tout homme doit se garder contre la « femme fatale »,.

Selon Robert van Gulik :
Il est de tradition qu'un roman érotique s'ouvre sur ce genre d'avertissement moral, mais dans ce cas particulier, l'auteur parlait sans doute très sérieusement.
Les premières versions du roman n’existent qu’en version manuscrite ; la plus ancienne daterait de 1596. La première édition imprimée apparaît en 1610. La version plus complète disponible aujourd’hui contient cent chapitres, sur plus de mille pages.
Jin Ping Mei tire son nom des trois personnages féminins principaux du livre : Pan Jinlian (潘金蓮, dont le nom signifie Lotus d’or), Li Ping’er (李瓶兒, dont le nom signifie Petit vase) et Pang Chunmei (龐春梅, Prunier de printemps). Selon certains critiques chinois, chacun des trois caractères de son titre symbolise un aspect de la nature humaine ; mei (梅), le prunier, est ainsi une métaphore de la sexualité.
La description explicite de la sexualité valut à Jin Ping Mei un niveau de notoriété en Chine semblable aux Mémoires de Fanny Hill ou à L’amant de lady Chatterley en Occident. L’ouvrage fut longtemps interdit en Chine continentale. Il n’est de nouveau disponible officiellement que depuis 2006, en fac-similé d’une édition xylographique illustrée du XVIIe siècle. Il existe des éditions modernes non officielles.
Des adaptations cinématographiques ont été tirées de cette œuvre à Hong-Kong et Taïwan. Un épisode du roman a également été adapté par Walerian Borowczyk pour la collection télévisée Série rose.

## Résumé
L’intrigue, qui se déroule pendant la dynastie Song, est datée avec précision par des allusions historiques, de 1112 à 1127, sous le règne de l'Empereur Huizong. Cependant le genre de vie et de coutume appartiennent à l'époque de l'auteur, c'est-à-dire à fin la période Ming.
L’histoire s’articule autour du personnage de Ximen Qing (西門慶), propriétaire d'une grande pharmacie, arriviste corrompu et marchand lubrique et qui est suffisamment riche pour pouvoir entretenir six femmes et concubines, dont Pan Jinlian qui a secrètement assassiné son mari précédent. L'histoire suit les luttes sexuelles domestiques des femmes au sein du foyer, afin de gagner en influence et en prestige pendant que le clan Ximen décline.
Jin Ping Mei est présenté comme une série dérivée du roman classique Au bord de l’eau, datant du XIVe siècle. Dans Au bord de l'eau, Wu Song, le Tueur de tigre, se venge du meurtre de son frère aîné en tuant brutalement l’ancienne femme de celui-ci, Pan Jinlian, et à la fin, le nouveau mari de celle-ci Ximen Qing. Le Jin Ping Mei diffère sur pratiquement tous les points  en donnant une place centrale à Pan Jinlian (Lotus d'or) : c'est elle qui finit par tuer aussi son nouveau mari Ximen Qing en lui administrant une surdose d’aphrodisiaque afin de le garder éveillé.

## Descriptions sexuelles
Certains critiques[Lesquels ?] ont affirmé que les importantes descriptions sexuelles sont essentielles à la narration et que ceci a permis la libération ultérieure d’autres romans chinois traitant de sexualité[réf. nécessaire], comme le plus notable Le Rêve dans le pavillon rouge.

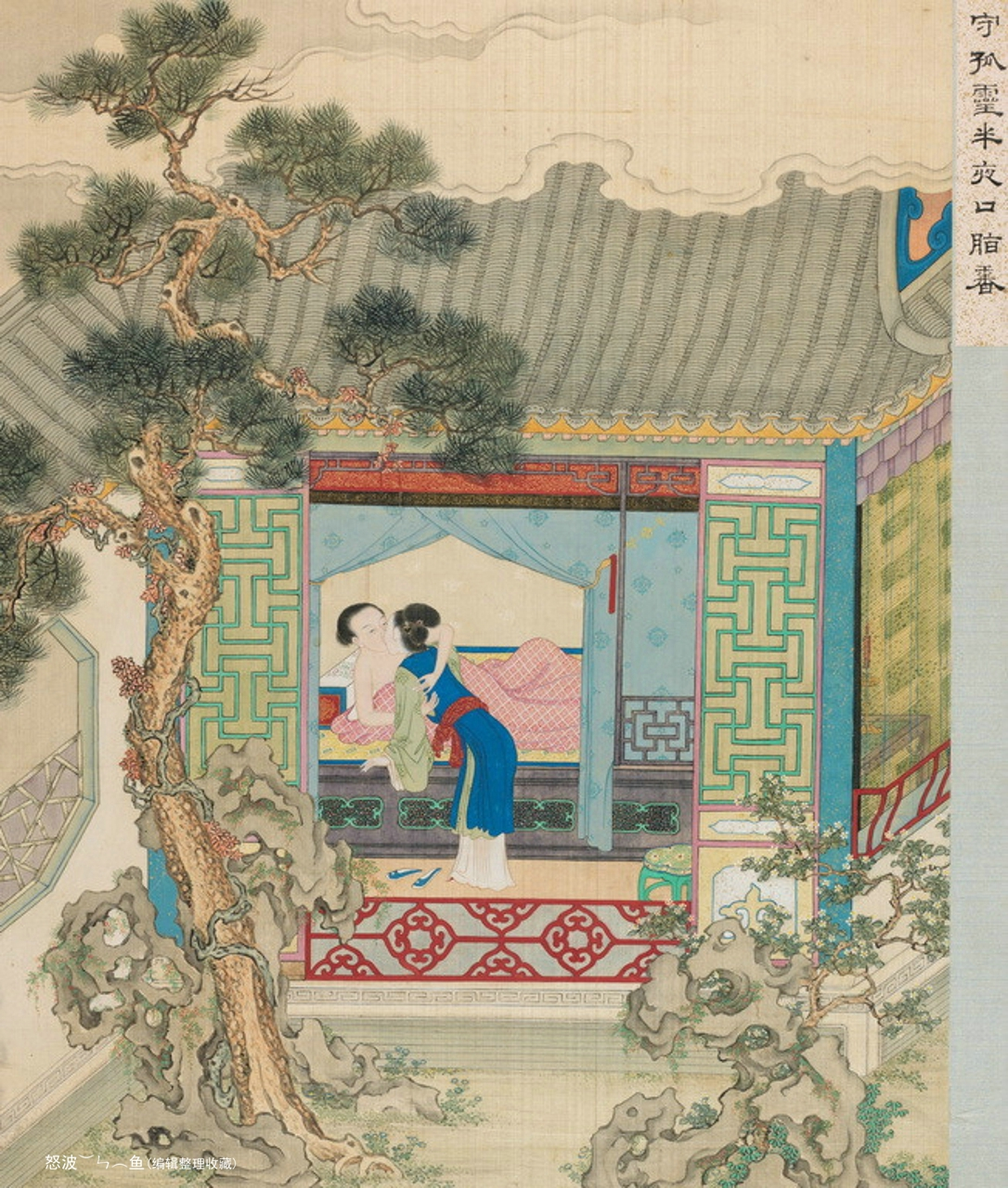
Une illustration du Jin Ping Mei.

Selon Robert van Gulik, l'auteur du Jin Ping Mei ne semble pas connaitre, ou n'utilise pas dans son roman, les manuels de sexe dits Art de la chambre à coucher (en) de la période qui va de la dynastie Sui à la dynastie Song (590-1279). Ces textes taoïstes détaillent les techniques coïtales pour en faire des pratiques de longue vie. Ils paraissent quelque peu oubliés à la fin de l'époque Ming, probablement à cause d'un vocabulaire technique trop ancien.
Ximen, le personnage principal, ne noue pas de nombreuses relations sexuelles pour renforcer son essence vitale ou prolonger sa vie, mais bien pour satisfaire des appétits débridés. Ximen n'est pas un pervers, c'est plutôt un ludique, un bon vivant de type « rabelaisien » qui a besoin d'excès, de variété et de fantaisie.
Dans le Jin Ping Mei, Ximen a 19 partenaires sexuels, dont son jeune page, 6 femmes et maîtresses ; 72 épisodes sexuels sont décrits dans le roman. L’histoire contient des descriptions d'un grand nombre d’objets sexuels qui pourraient être considérés comme du fétichisme.
Par exemple, Ximen porte toujours sur lui « une bandelette blanche qui a bouilli dans une médecine », la médecine étant probablement un aphrodisiaque. Ximen utilise à l'occasion cette bandelette de soie pour serrer à la base son membre en érection, à l'instar d'un anneau pénien. Chez les femmes, le Jin Ping Mei cite la boule d'argent creuse formant petite clochette à placer dans le vagin (Boules de geisha) pour une masturbation ou un coït en musique.
Les descriptions de coït sont faites sans passion, mais sur un ton plaisant, avec des plaisanteries grivoises. L'auteur utilise l'argot et le style familier de son époque, filant la métaphore avec des euphémismes : « jouer de la flûte » pour la fellation (le cunnilingus n'est pas mentionné), la  « pleine lune » est le postérieur féminin, la « fleur du jardin de derrière » est l'anus, et « la pleine lune approche la branche fleurie » l'annonce d'une sodomie.
Dans la littérature sexuelle chinoise, les histoires de sadisme d'hommes envers les femmes sont très rares. Le Jin Ping Mei ne déroge pas à cette règle, on n'y trouve qu'une description qui pourrait s'y apparenter : celle où l'homme, avant de posséder une femme, place des petits morceaux d'encens sur son corps pour les allumer, la femme y prenant aussi plaisir. Cette rareté contraste avec les textes sexuels de l'Inde en sanscrit, où les coups, griffures et morsures sont soigneusement détaillés.
En revanche, il est plus souvent fait état d'actes de sadisme entre femmes, par jalousie ou rivalité amoureuse. Dans le Jin Ping Mei, l'héroïne Lotus d'or fouette et griffe deux rivales.

Le Jin Ping Mei ne contient que deux passages scatologiques en relation avec l'acte sexuel (scatophilie), relevés par Van Gulik, dont celui-ci :
Il [Ximen] voulut se lever pour uriner, mais la femme [Lotus d'or] lui défendit de s'éloigner. « O toi ma volupté ! lui dit-elle, si abondamment que tu pisses, ma bouche le recevra. Il fait bien froid ce soir, et tu risques de prendre froid si tu sors du lit. »
Parmi les détails qui indiquent que le roman ne se déroule pas sous la période Song, mais bien à la période de l'auteur (période Ming), on trouve une description de grands rouleaux de peinture érotique, longs de 3 à 6 m et larges de 25 cm, destinés à être déroulés horizontalement, typiques de la période Ming. Dans le Jin Ping Mei, le héros Ximen en possède un, bordé de soie brochée avec une épingle d'attache en ivoire. On y voit 24 couples en une seule image continue: 
« En couples, ils se livrent à la « bataille » entre les rideaux de lit, en vingt-quatre positions dont chacune porte un nom particulier. L'humeur printanière excite la passion de celui qui regarde. »

## Personnages
- Protagoniste principal : Ximen Qing

- Épouses : Dame-Lune Wu, Charmante Li, Tour-de-Jade Meng, Belle-de-Neige Sun, Pan Jinlian (Lotus d’or), Li Ping'er (Petit vase ou Fiole)

- Fille : Grande demoiselle Ximen

- Filles de service : Flûte-de-Jade/Petit-Jade, Fleurette/Fête-de-Lune, Orchidée/ Phénichette, Mi-Automne/Jadéine, Pang Chunmei (Fleur-de-Prunier/Chrysanthème), Yasmine/Grâce

- Hommes de service : Laiwang, Laizhao, Laibao, Laixing, Lai Jué

- Leurs épouses : Lotus-de-Bonté, Cure-Oreille, Bonté-Faste, Grâce-de-Bonté, Bonté-Originelle

- La Nourrice : Désirée

- Garçons de service : Caouane, Paiane, Luth, Laiane, Pictor, Damier, Libère, Chunhong, Wang Jing

- Commis : Fu, Ben, Han Daoguo, Cui Ben, Wu, Chen Jingji, Gan Run

- Aides-commis : Hu Xiu, Rong Hai, Wang Xian

- Secrétaires : Wen Bigu (Chen Jingji), Libère

- Entremetteuses : Wang, Xué, Wen, Feng, Kong

- Courtisanes : Cannelle, Lune-d’Amour

- Gardien de cimetière : Zhang la Paix

## Critiques
Pendant plusieurs siècles, Jin Ping Mei est considéré comme une œuvre pornographique et officiellement interdite. Le livre a toutefois été lu subrepticement par la plupart des personnes éduquées. Le critique Zhao Zhupo ayant vécu au début de la dynastie Qing remarque que ceux qui considèrent Jin Ping Mei comme pornographique « ne lisent que les passages pornographiques. » Lu Xun, l’influent auteur du XXe siècle, le considère comme « le plus célèbre roman de mœurs » de la dynastie Ming et rejoint le point de vue du critique de l’époque, Yuan Hongdao, qui affirme qu’il est « un second classique de Au bord de l'eau. » Il ajoute que le roman est « en fait une condamnation de toute la classe dirigeante. »

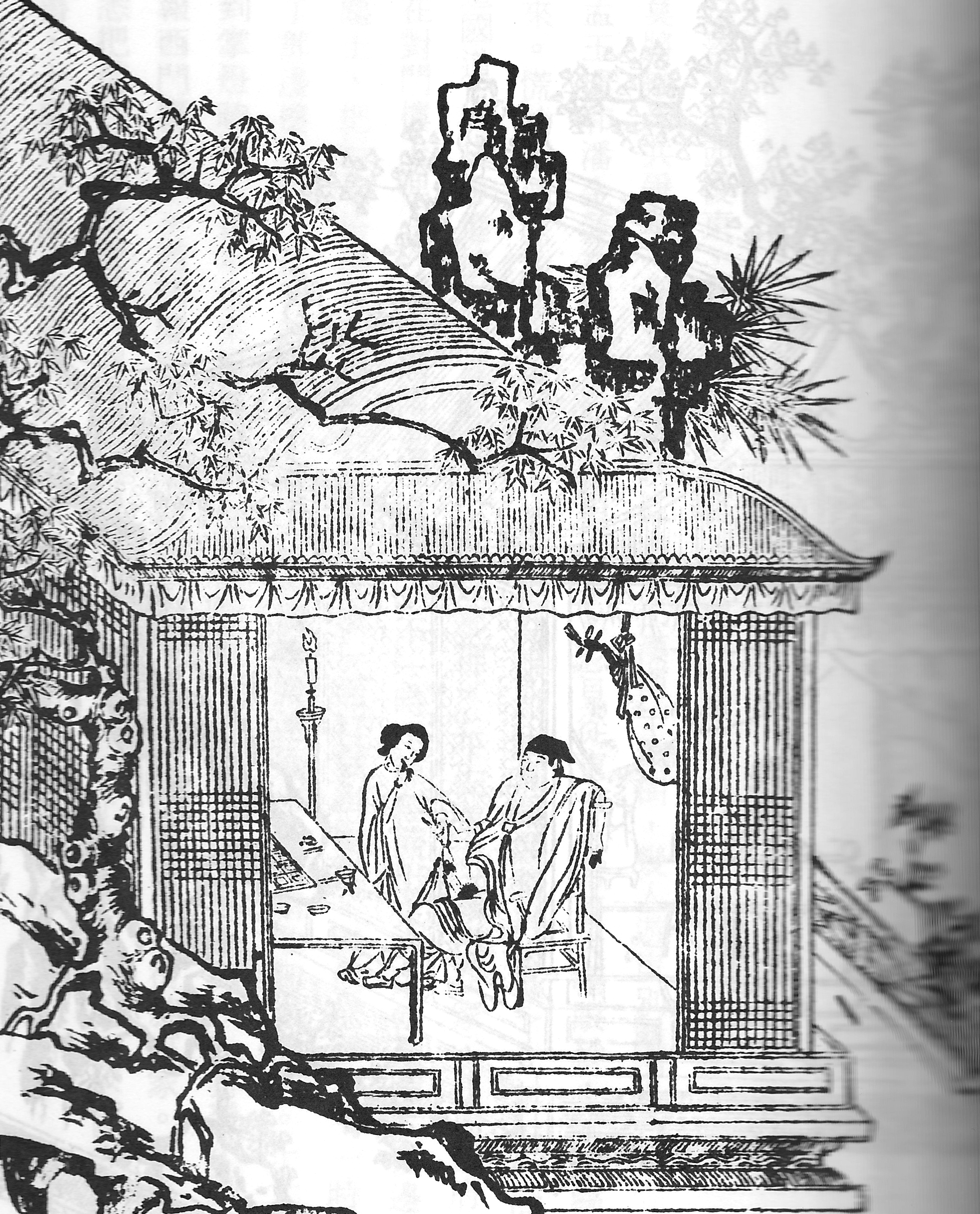
Ximen et Lotus d’or, illustration de l’édition chinoise datant du XVII.

David Roy, le traducteur le plus célèbre de l’œuvre en anglais, voit une « vision morale intransigeante », qu’il associe à la philosophie de Xun Zi, selon laquelle la nature humaine est mauvaise et ne peut être rachetée que par une transformation morale, ainsi qu’une condamnation morale du libertinage des personnages centraux.

Robert van Gulik  voit le Jin Ping Mei comme un grand roman, dans les meilleurs du monde en son genre :
« L'intrigue est soigneusement agencée, les personnages et le milieu sont esquissés brièvement mais avec une parfaite justesse, et les dialogues sont menés de main de maître, soutenus avec logique et conformes au caractère des nombreux personnages ».
Van Gulik souligne aussi que le Jin Ping Mei n'a pas seulement une grande valeur littéraire, il constitue un important document sociologique sur la vie chinoise, deuxième moitié de la période Ming.
Le chercheur américain et critique littéraire Andrew Plaks élève Jin Ping Mei au rang des « quatre chefs-d'œuvre des romans Ming » avec Roman des Trois Royaumes, Au bord de l’eau et La Pérégrination vers l’Ouest, qui constituent collectivement une percée technique et reflètent les nouvelles valeurs culturelles et les préoccupations intellectuelles

## Paternité
L’identité de l’auteur de Jin Ping Mei n’est toujours pas établie avec certitude. Toutefois, la cohérence de style et la subtile symétrie opérée dans la narration laisse penser qu’il n’y a qu’un seul auteur. L’orientaliste britannique Arthur Waley a écrit avant la diffusion de récentes recherches, dans l’introduction de sa traduction en 1942, que le candidat le plus sérieux est Xu Wei, un peintre renommé et membre de l’école réaliste de lettres de Gong’an. Il affirme qu’une comparaison peut être menée entre les poèmes de Jin Ping Mei et les poèmes produits par Xu Wei, tout en laissant cette vérification aux futurs chercheurs.
Selon la critique moderne, l’attribution de la paternité de l’œuvre de Xu Wei à Wang Shizhen s’expliquerait par l’habitude d’attribuer « une œuvre littéraire populaire à quelque auteur célèbre de l'époque ».

## Traductions françaises
- La merveilleuse histoire de Hsi Men avec ses six femmes. Le Club Français du Livre. Paris. 1949 - 1952, puis 1967 (collection Privilège, n° 25, en deux volumes).
- Fleur en fiole d’or, Jin Ping Mei Cihua. Traduction et notes d’André Lévy. La Pléiade Gallimard 1985. Folio Gallimard 2004, en deux volumes  (ISBN 2-07-031490-1)